# Калина червона (золота монета)
«Кали́на черво́на» — золота пам'ятна монета номіналом 2 гривні, випущена Національним банком України, присвячена одній з найулюбленіших рослин українців, про яку складено багато пісень, — калині — символу України.
Монету введено в обіг 24 вересня 2010 року. Вона належить до серії «Найменша золота монета».

## Опис монети та характеристики
| Номінал грн. | Метал  | Маса, г | Діаметр, мм | Якість виготовлення       | Гурт    | Тираж, штук |
| ------------ | ------ | ------- | ----------- | ------------------------- | ------- | ----------- |
| 2            | золото | 1,24    | 13,92       | спеціальний анциркулейтед | гладкий | 10 000      |

### Аверс
На аверсі монети в намистовому колі розміщено малий Державний Герб України, над яким — рік карбування монети — «2010»; між намистовим колом і кантом монети — кругові написи: «НАЦІОНАЛЬНИЙ БАНК УКРАЇНИ» (угорі), «2 ГРИВНІ» (унизу), а також позначення металу, його проби — Au 999,9 (ліворуч), маси — 1,24 та логотип Монетного двору Національного банку України (праворуч).

### Реверс

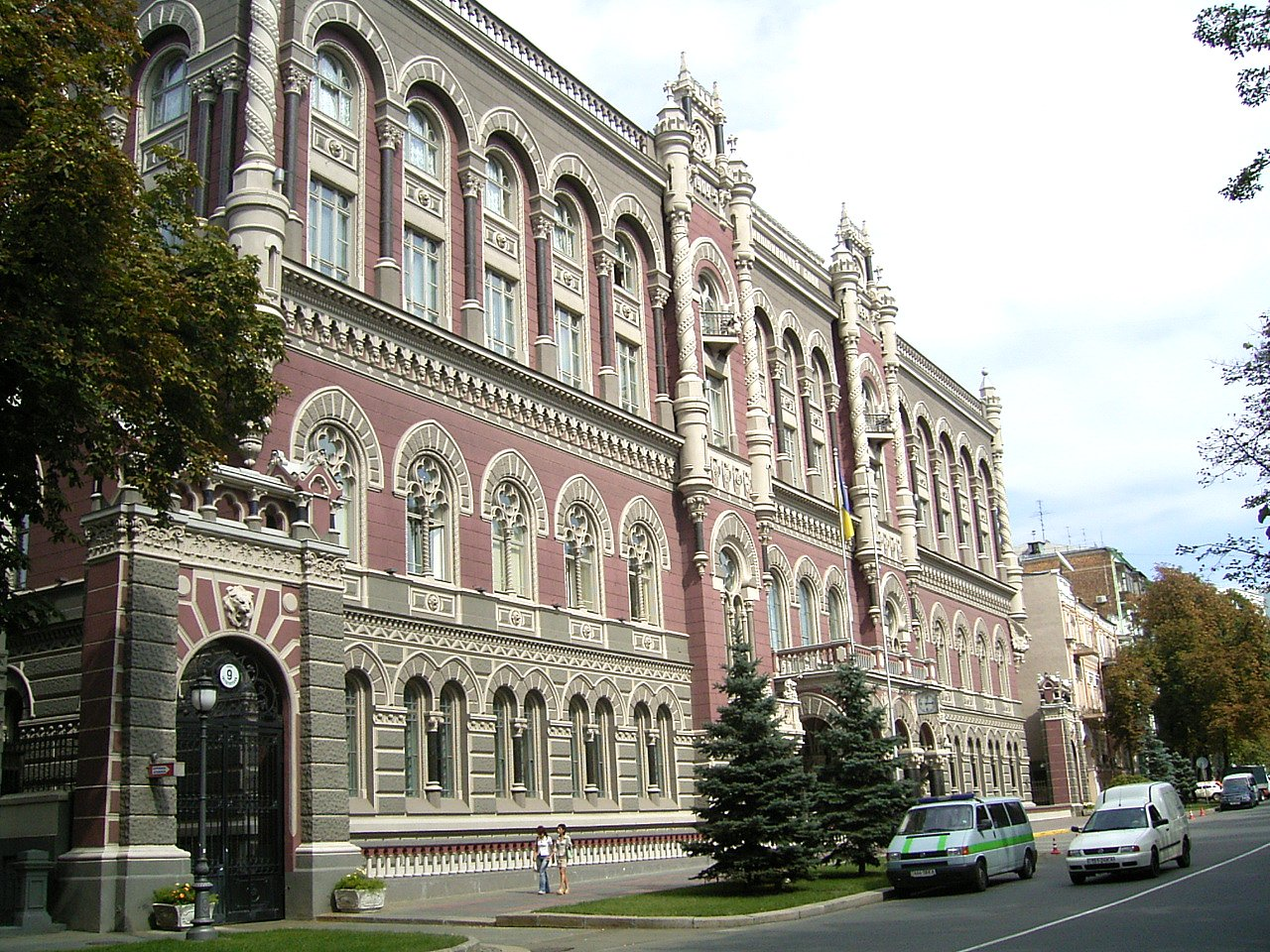
Будівля Національного банку України

На реверсі монети зображено гілку калини та розміщено півколом написи: «КАЛИНА ЧЕРВОНА ∙ VIBURNUM OPULUS».

## Автори
- Художники: Володимир Дем'яненко (аверс), Володимир Таран, Олександр Харук, Сергій Харук (реверс).
- Скульптор — Володимир Дем'яненко.

## Вартість монети
Ціна монети — 603 гривні була вказана на сайті Національного банку України в 2010 році.
Фактична приблизна вартість монети, з роками змінювалася так:
| Рік        | 2010 | 2011 | 2012 | 2013 | 2014 | 2015  | 2016  | 2017  | 2018  | 2019  | 2020  | 2021  | 2022  | 2023  | 2024  | 2025  |
| ---------- | ---- | ---- | ---- | ---- | ---- | ----- | ----- | ----- | ----- | ----- | ----- | ----- | ----- | ----- | ----- | ----- |
| Ціна, грн. | 649  | 700  | 850  | 940  | 950  | 2 100 | 1 750 | 2 100 | 2 200 | 2 150 | 2 150 | 3 300 | 3 800 | 4 800 | 6 200 | 9 100 |